# 古義真言宗

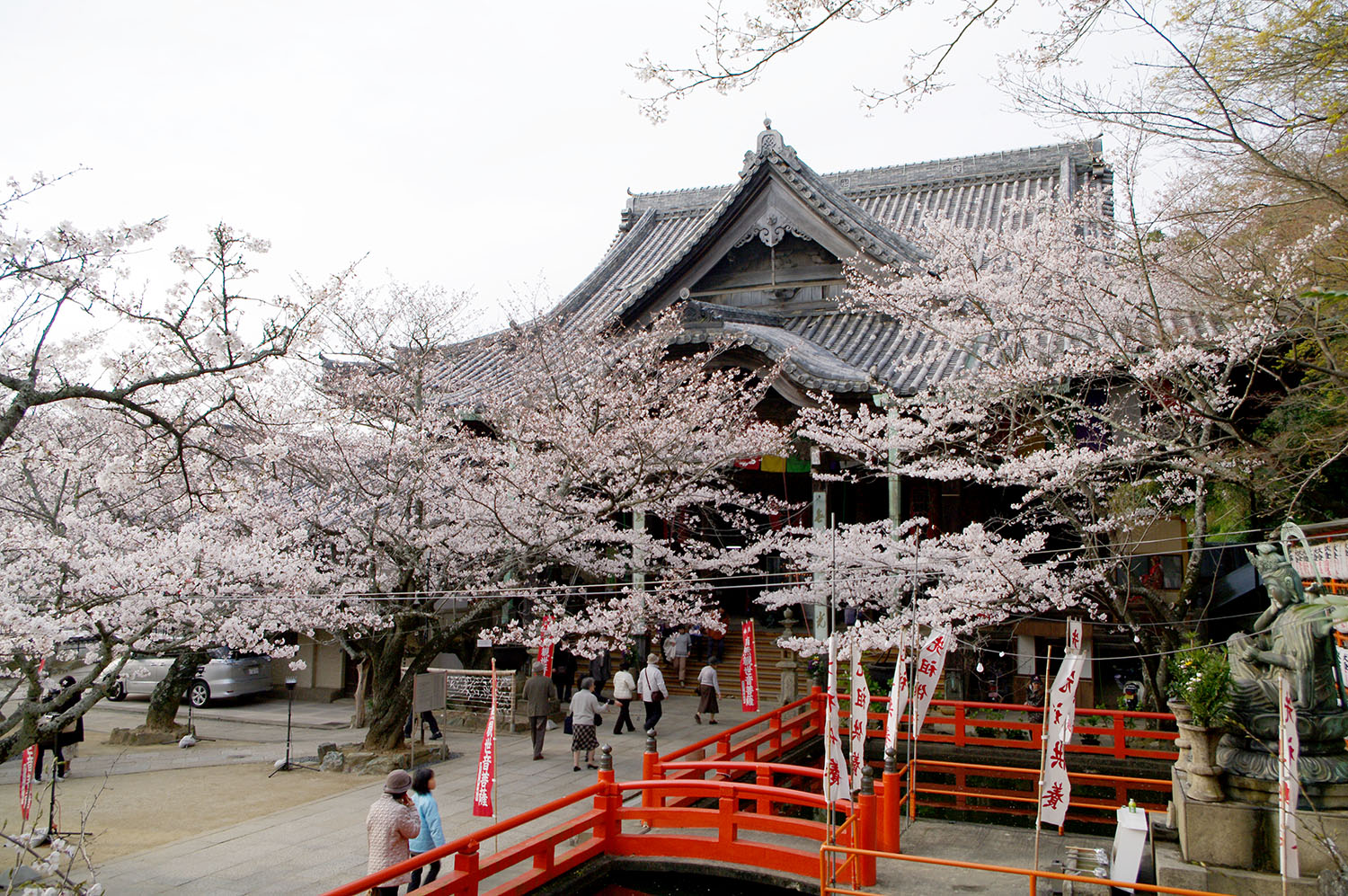
古義真言宗の紀三井寺

古義真言宗（こぎしんごんしゅう）は、空海（弘法大師）を始祖とする真言宗の宗派の一つ。

## 歴史
大日如来の本地法身説の教学（古義）による。現実世界の一事一物が法身（真理そのものを仏の身体とみなす）の大日如来の説法であると説いている。
1288年（正応元年）に根来寺の僧である頼瑜が大日如来の加持身説法の新義を唱えたのに対して、高野山に従来より伝えられてきた本地身説の古義を主張した覚海、道範らの説、またはそれを奉じる一派である。

## 主な寺院
- 紀三井寺
- 広隆寺
- 額田寺
- 正暦寺